# Giraffatitan
A Giraffatitan (jelentése 'zsiráf titán') a sauropoda dinoszauruszok egyik neme, amely a késő jura korban (a kimmeridge-i–tithon korszakban) élt. Eredetileg a Brachiosaurus afrikai fajaként nevezték el (B. brancai néven). Az egyik legnagyobb állat, ami valaha járt a Földön, és az egyik legismertebb dinoszaurusznak számít.

## Anatómia

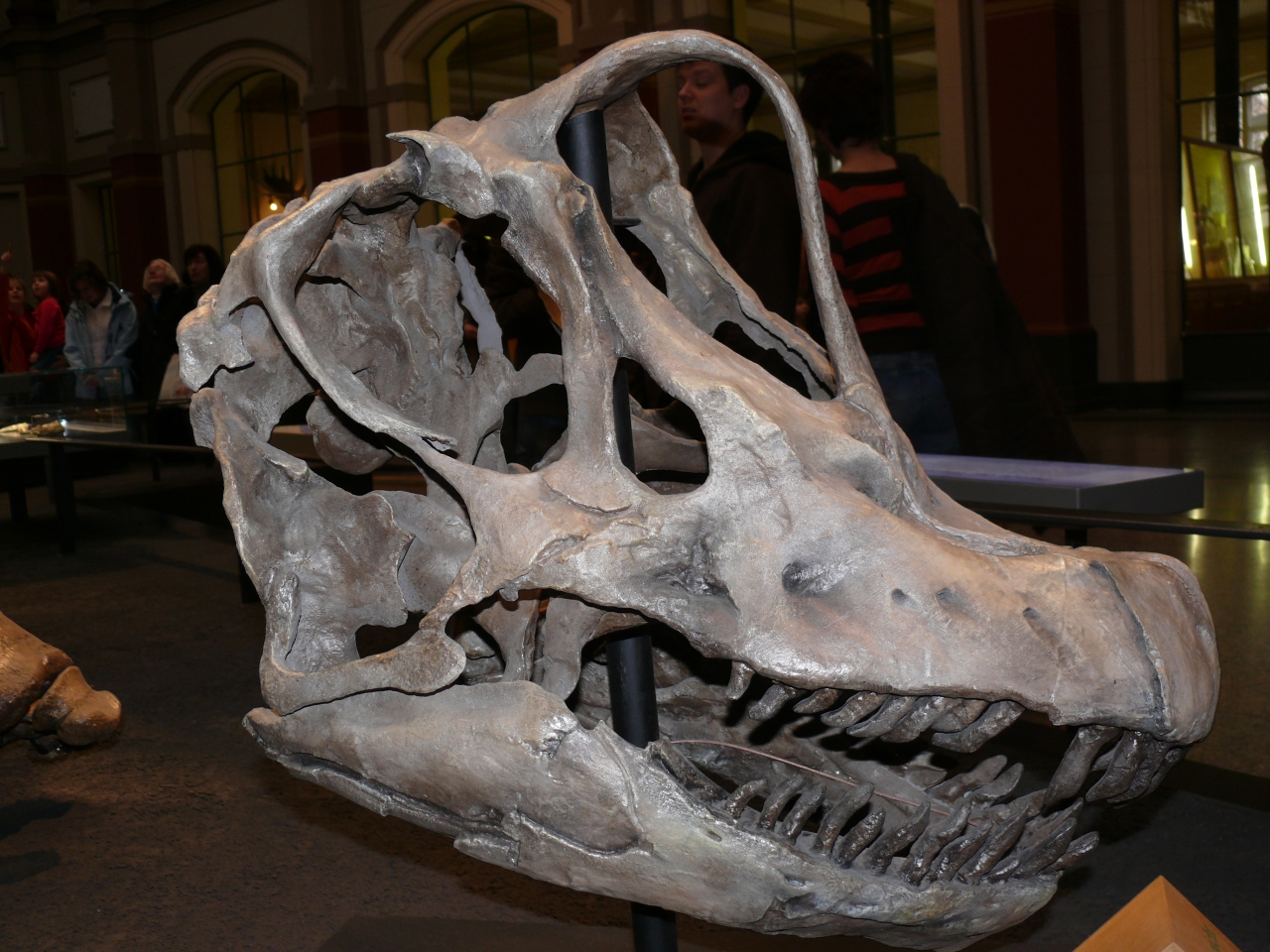
A Giraffatitan koponyája a berlini Museum für Naturkunde gyűjteményében

A Giraffatitan a sauropodák, a hosszú nyakkal és farokkal, valamint aránylag kis aggyal rendelkező négy lábon járó növényevők csoportjának tagja. A többi sauropoda családtól eltérően zsiráfszerű testfelépítése volt, hosszú mellső lábak és igen hosszú nyak jellemezte. A Giraffatitannak lapos (vésőszerű), a növényevő életmódhoz illő fogai voltak. A koponyáján több nyílás helyezkedett el, valószínűleg a súlycsökkentés érdekében. A mellső lábain levő első és a hátsó lábain levő harmadik ujjakon karmok nőttek.
A Brachiosaurus hagyományosan az egyedi, magas fejdíszű koponyáról ismert, ami csak a tanzániai, jelenleg a Giraffatitanhoz kapcsolt példányokra jellemző, és egyedi tulajdonság lehet ennél a nemnél.

### Méret

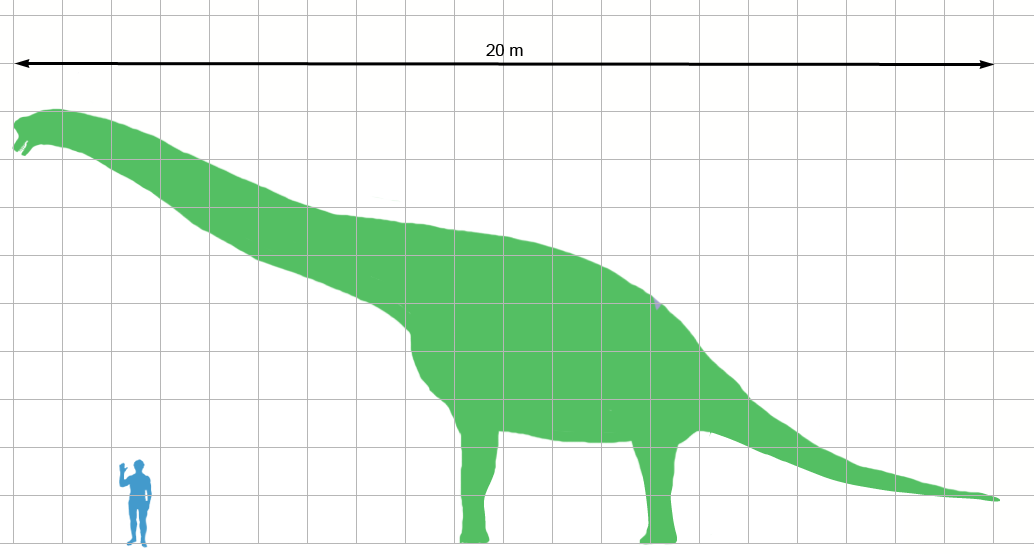
A Giraffatitan és az ember méretének összehasonlítása

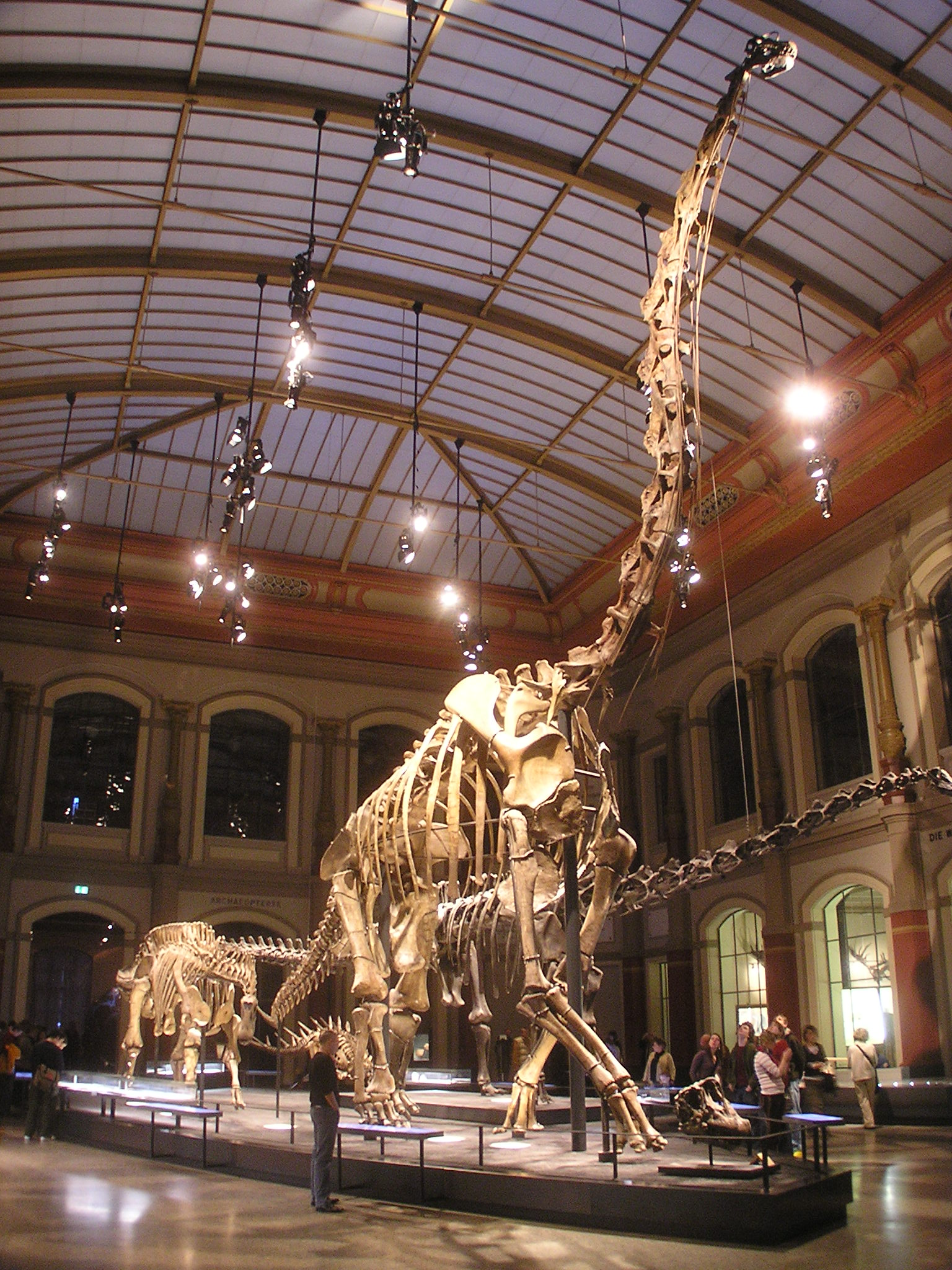
A Giraffatitan csontváza Berlinben a Museum für Naturkunde kiállításán

A Giraffatitan évtizedeken át a legnagyobb dinoszaurusznak számított. Azóta több óriás titanosaurus sauropodát is felfedeztek (például az Argentinosaurust), melyek meghaladták Giraffatitant a testtömeg tekintetében. Később felfedeztek egy másik, Sauroposeidon nevű brachiosauridát is, melynek tömege valószínűleg szintén túllépte a Giraffatitanét.
A Giraffatitan a legnagyobb, aránylag teljes, fosszilizálódott csontváz alapján ismert dinoszaurusz. A legteljesebb példányok, köztük a berlini Humboldt Múzeumban felállított (Tanzániából származó) egyed — amely a világ legmagasabb felállított csontváza —, a G. brancai fajhoz tartoznak.
Egy teljes, összeállított csontváz alapján a G. brancai elérte a 26 méteres hosszúságot.
Történelmileg a G. brancai tömegét legalább 15 és legfeljebb 78,26 tonnára becsülték. Ezeket az extrém becsléseket azonban jelenleg valószínűtleneknek tartják. A kisebb, 15 tonnás becslés (melyet Dale Russell és kollégái végeztek 1980-ban) nem egy test modellen, hanem a kisebb példányok végtagcsontjainak felnagyításán alapulnak, míg a nagyobb érték (ami Edwin Harris Colberttől 1962-ből származik) egy elavult és túlsúlyos modellen alapul. Több újabb keletű számításnál csonttérfogat-becslésekből indultak ki (amik számításba veszik a sauropodáknál található tömegcsökkentő légzsákok jelenlétét is), melyeknél az izomtömegre vonatkozóan 23,3–39,5 tonnás értéket valószínűsítettek.

## Osztályozás

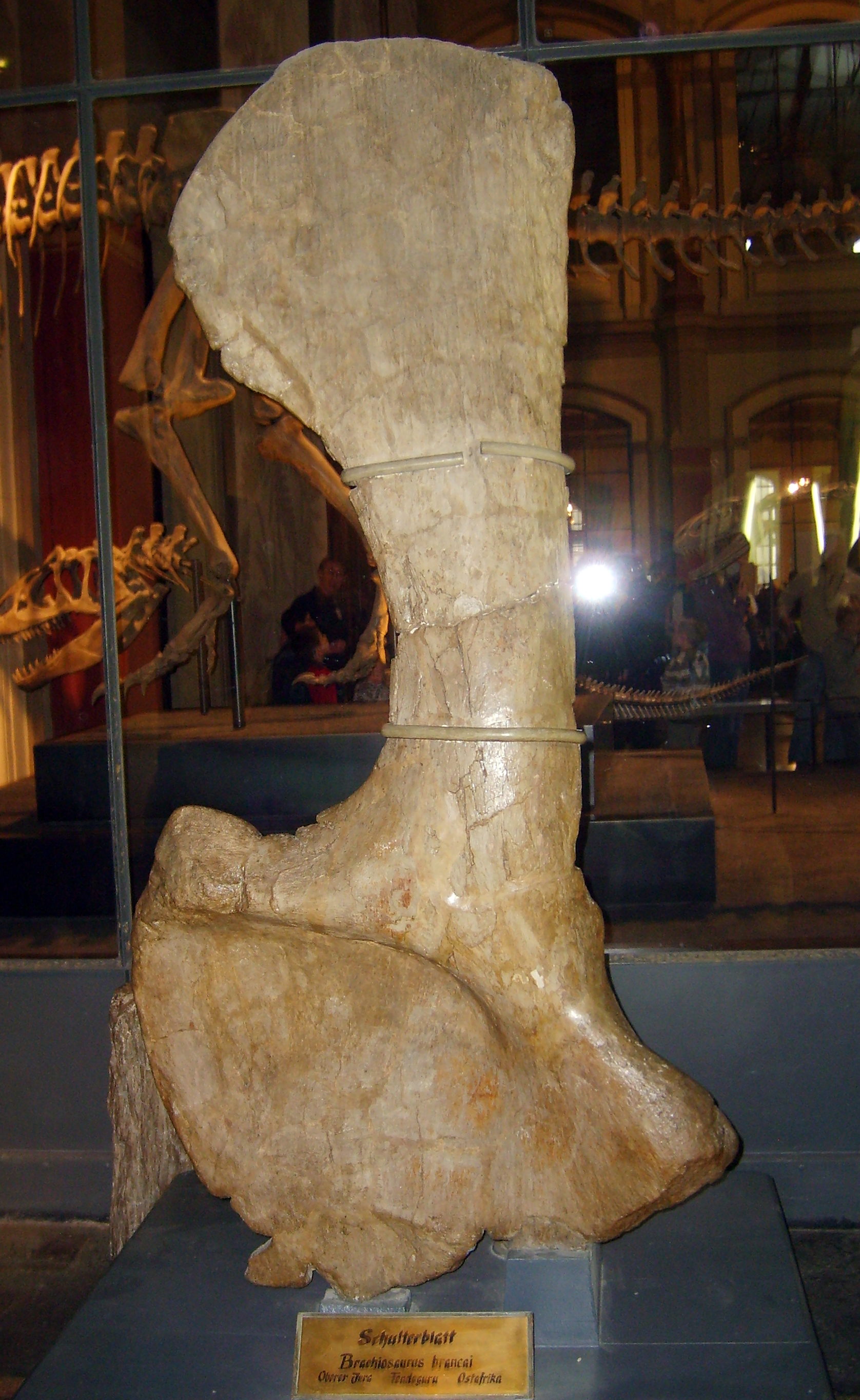
A Giraffatitan lapockája a berlini Museum für Naturkunde gyűjteményében

A Giraffatitan brancait 1914-ben, mikor Werner Janensch leírása megjelent, a Brachiosaurus egyik fajaként sorolták be. Öt részleges csontváz alapján ismert, melyekhez legalább három koponya és a végtagok csontjai tartoznak, melyeket Lindi mellett, Tanzániában fedeztek fel az 1900-as évek elején. A késő jura kor kimmeridgi–tithon korszakai idején élt, mintegy 145–150 millió évvel ezelőtt. Fejlettebb volt, mint a B. altithorax, hosszabb lábakkal, rövidebb orrívvel vagy orrdísszel ellátott, magasabb koponyával és rövidebb pofával rendelkezett. A tudósok később ezekre a különbségekre hivatkozva vetették fel, hogy egy saját, Giraffatitannak elnevezett nembe tartozik.
1988-ban Gregory S. Paul megjegyezte, hogy a nem afrikai képviselőjénél (melynek népszerű ábrázolásai a Brachiosaurus alapján készültek) jelentős eltérések találhatók az észak-amerikai Brachiosaurushoz képest, többek között mások a csigolyák arányai és a testfelépítés is vékonyabb. Paul ezeket a különbségeket használta fel az új Brachiosaurus (Giraffatitan) brancai alnem létrehozására. 1991-ben George Olshevsky kijelentette, hogy ezek a különbségek elegendőek ahhoz, hogy az afrikai brachiosauridát egy saját, Giraffatitanra egyszerűsített nevű nembe helyezzék el.
További különbséget jelent a két faj között az 1998-as leírásban szereplő észak-amerikai Brachiosaurus koponya. Ezt a fosszíliát, amit közel egy évszázaddal korábban találtak (és amit Othniel Charles Marsh a Brontosaurus rekonstruálására használt fel), „Brachiosaurus sp.” néven azonosították, és lehet, hogy a B. altithoraxhoz tartozott. Ez a koponya jobban hasonlít a Camarasauruséra, mint a Giraffatitan rövid pofájú és magas fejdíszű koponyája.
A Giraffatitan külön nemként való besorolását a tudósok először széles körben nem fogadták el, mivel ezt a döntést nem támogatták a két faj alapos elemzésével. 2009-ben azonban Michael Taylor egy részletes összehasonlítást jelentetett meg. Taylor megmutatta, hogy a „Brachiosaurus” brancai szinte minden összevetett fosszilis csont esetében, a méretet, az alakot és a részleteket illetően egyaránt eltér a B. altithoraxtól, így a Giraffatitan külön nemként történő elhelyezését érvényesnek találta.

## Ősbiológia

### Agy
Más sauropodákhoz hasonlóan a Giraffatitannak a testtömegéhez viszonyítva aránylag kisméretű agya volt. Egy 2009-es tanulmány szerint az enkefalizációs hányadosa (EQ, egy durva intelligenciabecslés) a felhasznált méretbecslés alapján 0,62–0,79 közti. A Giraffatitan a gerince csípő feletti területének megnagyobbodása, az egyes régi forrásokban tévesen „második agyként” leírt rész miatt is hasonlít a többi sauropodára.

### Anyagcsere
Ha a Giraffatitan endoterm (meleg vérű) volt, akkor körülbelül tíz évre volt szüksége ahhoz, hogy elérje a teljes méretét, ha viszont poikiloterm (hideg vérű) volt, akkor ez több, mint száz évbe is beletelhetett. Melegvérű állatként a Giraffatitannak hatalmas napi energiaigénye lehetett; naponta valószínűleg több, mint 182 kilogramm táplálékot kellett elfogyasztania. Ha viszont teljesen hideg vérű volt, vagy a gigantotermia révén, passzív módon vált meleg vérűvé, akkor jóval kevesebb élelemre lehetett szüksége a napi energiaigénye fedezésére. Egyes tudósok állítása szerint a Giraffatitanhoz hasonló nagy dinoszauruszok gigantotermek voltak.

### Környezet és viselkedés

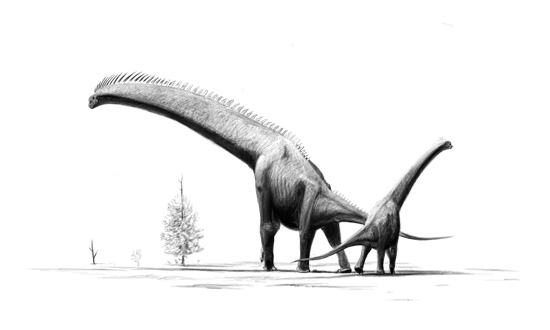
Egy felnőtt és egy fiatal Giraffatitan brancai rekonstrukciója

A Giraffatitan orrlyukairól sokáig azt gondolták, hogy a koponyán levő, hozzájuk tartozó nyílásokkal együtt a fej felső részén helyezkedtek el. Az utóbbi évtizedekben a tudósok azt feltételezték, hogy az állat az orrlyukait a búvárpipához hasonlóan használta, és hatalmas testtömege megtartása érdekében az idő nagy részét a vízbe merülve töltötte. A jelenleg elfogadott nézet szerint azonban a Giraffatitan teljesen a szárazföldön élt. A tanulmányok megmutatták, hogy a hidrosztatikus nyomás meggátolta volna a vízbe merült állatot a légzésben, és hogy a lábai túl keskenyek voltak a vízi használathoz. Ezen kívül Lawrence Witmer újabb (2001-es) tanulmányaiból kiderült, hogy amíg a koponya orrnyílásai magasan, a szemek felett voltak, addig az orrlyukak a pofa elejéhez közel helyezkedtek el (egy tanulmány azt az elméletet is támogatta, ami szerint a brachiosauridák magas fejdíszéhez egy húsos rezonátorkamra tartozott).

## Felfedezés
A Giraffatitan brancairól elsőként a német őslénykutató, Werner Janensch készített leírást 1914-ben, néhány jó állapotban megőrződött példány alapján, melyek a ma Tanzánia néven ismert területről, a Tendaguru-formációból származnak.

## Popkulturális hatás

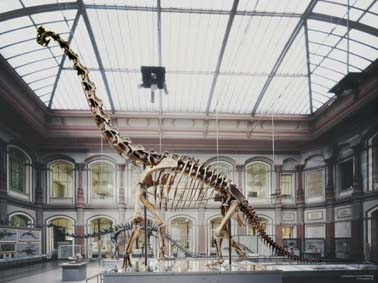
A Giraffatitan felállított csontváza az újabb felállítást megelőzően

A berlini Museum für Naturkunde híres Giraffatitan brancai példánya az egyik legnagyobb és egyben a legmagasabb felállított dinoszaurusz csontváz, ami a Guinness Rekordok Könyvében is szerepel. 1909-től kezdődően Werner Janensch további G. brancai fosszíliákat, köztük majdnem teljes példányokat fedezett fel az afrikai Tanzániában, az egyes részekből pedig összeállította a ma is látható csontvázat.

## Fordítás
- Ez a szócikk részben vagy egészben a Giraffatitan című angol Wikipédia-szócikk ezen változatának fordításán alapul.  Az eredeti cikk szerkesztőit annak laptörténete sorolja fel. Ez a jelzés csupán a megfogalmazás eredetét és a szerzői jogokat jelzi, nem szolgál a cikkben szereplő információk forrásmegjelöléseként.